# Arnaldo Pambianco
Arnaldo Pambianco (né le 16 août 1935 à Bertinoro et mort dans la même ville le 6 juillet 2022 dans la province de Forlì-Cesena en Émilie-Romagne) est un coureur cycliste italien. 
Professionnel de 1957 à 1966, il a notamment remporté le Tour d'Italie 1961 devant Jacques Anquetil.

## Palmarès

### Palmarès amateur
- 1955
  - Giro delle Marche
  - 3e de Roma-Tarquinia
- 1956
  - Nazionale di Santo Stefano Magra
  - Turin-Aoste
  - 7e de la course en ligne des Jeux olympiques
- 1957
  -  Champion d'Italie sur route amateurs
  - Giro del Piave
  - Turin-Aoste
  -  Médaillé d'argent du championnat du monde sur route amateurs

### Palmarès professionnel
- 1959
  - 3e du Tour de Romagne
- 1960
  - Milan-Turin
  - 2e du Tour de Sardaigne
  - 7e du Tour d'Italie
  - 7e du Tour de France
- 1961
  -  Classement général du Tour d'Italie
  - 2e du Tour de Sardaigne
  - 2e de la Coppa Bernocchi
  - 2e du championnat d'Italie sur route
  - 3e du Grand Prix de Forli
  - 10e du Tour de Lombardie
- 1962
  - 2e du Trophée Baracchi (avec Ercole Baldini)
  - 5e du championnat du monde sur route
- 1963
  - Classement général du Tour de Sardaigne
  - 18e étape du Tour d'Italie
- 1964
  - Flèche brabançonne
- 1965
  - 2e du Tour de Romagne
- 1966
  - 10e de Paris-Nice

### Résultats sur les grands tours

#### Tour d'Italie
9 participations :
- 1958 : 27e,  maillot rose pendant 1 jour
- 1959 : abandon
- 1960 : 7e
- 1961 :  Vainqueur,  maillot rose pendant 8 jours
- 1962 : abandon (14e étape)
- 1963 : 13e, vainqueur de la 18e étape
- 1964 : 13e
- 1965 : 19e
- 1966 : 35e

#### Tour de France
4 participations :
- 1960 : 7e
- 1962 : 25e
- 1964 : 21e
- 1965 : 19e